# ELMS

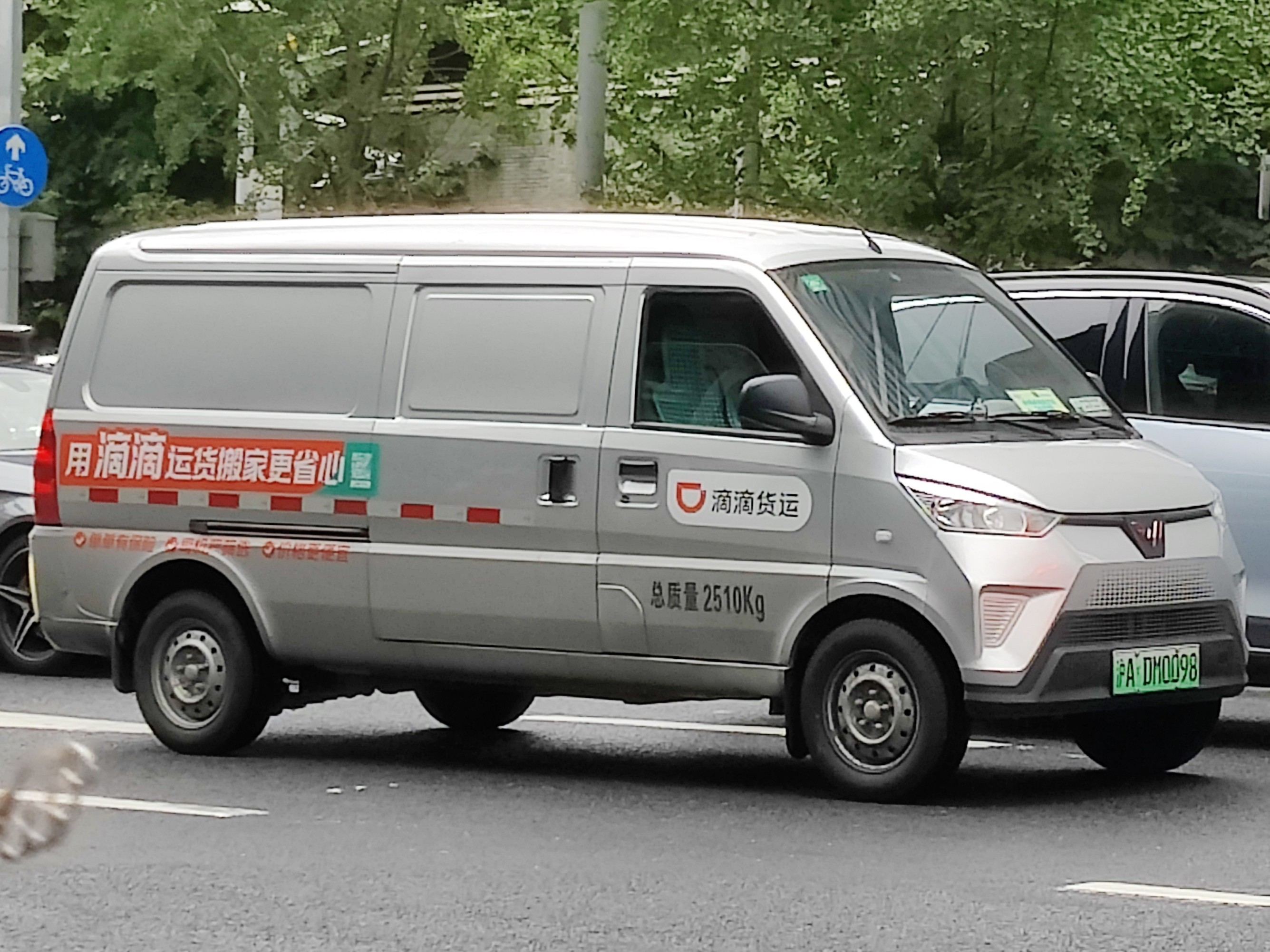
ELMS Delivery Van

Electric Last Mile Solutions, Inc. – amerykański producent elektrycznych samochodów dostawczych z siedzibą w Troy działający w latach 2020–2022.

## Historia
W sierpniu 2020 roku chiński koncern Sokon Group utworzył motoryzacyjny startup ELMS koncentrujący się na rozwoju elektrycznych samochodów dostawczych z myślą o rynku Stanów Zjednoczonych. Za siedzibę obierający miasteczko Troy w amerykańskim stanie Michigan. Pod rozwinięciem skrótu, Electric Last Mile Solutions, Inc., w drugiej połowie 2021 roku firma zadebiutowała na nowojorskiej giełdzie NASDAQ, we wrześniu tego samego roku prezentując swoje plany produktowe w pierwszego samochodu.
ELMS Delivery Van zadebiutował we wrześniu 2021 roku jako wynik współpracy z chińskim przedsiębiorstwem Wuling Motors, zapożyczając od niego model Wuling EV50. Amerykański odpowiednik odróżnił się innymi logotypami, a także miejscem produkcji. Zakupiona od amerykańskiego AM General fabryka w Mishawaka w stanie Indiana pierwotnie miała posłużyć koncernowi Sokon Group za miejsce do produkcji SUV-ów innej marki Seres, jednak po wycofaniu się z tego ostatecznie wytypowano ją jako miejsce wytwarzania furgonetki nowo powstałego ELMS.

### Bankructwo
W połowie czerwca 2022, po niespełna 2 latach rynkowej działalności i rok po wejściu na nowojorską giełdę, przedsiębiorstwo ELMS ogłosiło bankructwo. Argumentem za tą decyzją był brak wypracowania optymalnego rozwiązania dla udziałowców i partnerów, a także dostawców części. Upadłość krótkotrwale istniejącej firmy poprzedziły cięcia w kadrze pracowników i spadek akcji o 55%.

## Modele samochodów
- Delivery Van (2021–2022)